# Yasutomi Nishizuka
Yasutomi Nishizuka (Ashiya, 12 de julho de 1932 — 4 de novembro de 2004) foi um biólogo japonês tendo como feito notórios a descoberta da proteína kinasse C (PKC), e fez importante contribuição para o entendimento do mecanismo molecular da transmissão de sinais através da membrana celular.
Foi eleito membro estrangeiro da Royal Society (ForMemRS) em 1990 e membro da Academia do Japão (MJA) em 1991.